# Marsdenia glabrata
Marsdenia glabrata är en oleanderväxtart som beskrevs av Rudolf Schlechter. Marsdenia glabrata ingår i släktet Marsdenia och familjen oleanderväxter. Inga underarter finns listade i Catalogue of Life.